# Campionato europeo femminile di pallacanestro Under-16 Division B 2006
Il Campionato europeo femminile di pallacanestro Under-16 2006 di Division B (noto anche come FIBA U16 Women's European Championship Division B 2006) si è svolto in Finlandia, a Jyväskylä.

## Classifica finale
| Pos     | Team                 |  |
| ------- | -------------------- |  |
| Oro     | Svezia               |  |
| Argento | Lettonia             |  |
| Bronzo  | Romania              |  |
| 4.      | Italia               |  |
| 5.      | Slovenia             |  |
| 6.      | Bosnia ed Erzegovina |  |
| 7.      | Bulgaria             |  |
| 8.      | Germania             |  |
| 9.      | Finlandia            |  |
| 10.     | Israele              |  |
| 11.     | Lussemburgo          |  |
| 12.     | Inghilterra          |  |
| 13.     | Irlanda              |  |
| 14.     | Paesi Bassi          |  |
| 15.     | Portogallo           |  |
| 16.     | Austria              |  |
| 17.     | Islanda              |  |